# Questembert
Questembert är en kommun i departementet Morbihan i regionen Bretagne i nordvästra Frankrike. Kommunen ligger i kantonen Questembert som tillhör arrondissementet Vannes. År 2022 hade Questembert 8 081 invånare.

## Befolkningsutveckling
Antalet invånare i kommunen Questembert
| Referens: INSEE |